# Џасмин Скофилд
Џасмин Скофилд (енгл. Jasmine Schofield; 14. новембар 2005) доминичка је пливачица и олимпијка чија ужа специјалност су спринтерске трке слободним и делфин стилом. Кћерка је некадашње доминичке олимпијске пливачице Франсиле Агар Скофилд.

## Спортска каријера
Скофилдова је са интензивинијим пливачким такмичењима започела током 2018. године такмичећи се за пливачки тим свог средњошколског тима из градића Сијера Виста у америчкој савезној држави Аризони. Свој међународни деби под заставом Доминике имала је током јуна 2023. на првенству Централне Америке и Кариба одржаном у Санта Текли у Салвадору, а потом је два месеца касније пливала и на Омладинским играма Комонвелта одржаним у Тринидаду и Тобагу.  
На светским првенствима је дебитовала у Дохи 2024, где је пливала у квалификационим тркама на 50 (86. место) и 100 слободно (77. место).  
Захваљујући специјалној позивници такмичила се и на Летњим олимпијским играма у Паризу 2024. године, поставши тако првом пливачицом из Доминике након ЛОИ 2000. у Сиднеју и Франсиле Агар Скофилд (њене мајке). У Паризу је пливала у квалификацијама трке на 50 метара слободним стилом. Наступила је у трећој квалификационој групи где је пливала у стази 1, и са временом од 29,91 секунди заузела је треће место у својој квалификационој групи, односно укупно 60. место у конкуренцији 79 такмичарки.
На Панамеричком првенству за млађе категорије, одржаном током августа 2024. у Сан Хуану у Порторику освојила је две сребрне (на 100 слободно и 50 делфин) и једну бронзану медаљу (50 слободно). 